# Isweiler Feld
Isweiler Feld, auch Tagebau Erp-Irresheim genannt, ist der Name einer Braunkohle-Lagerstätte im Raum Merzenich, Nörvenich und Erftstadt in den Kreisen Düren und Rhein-Erft-Kreis. In diesem Bereich liegen 1,396 Milliarden m³ Braunkohle.
1985 kamen erste Informationen über den geplanten Tagebau Isweiler Feld auf. Demnach sollte der Tagebau Hambach in südliche Richtung weitergeführt werden. Abgebaggert worden wären die Orte:
- Frauwüllesheim im Weiler Isweiler, der namensgebend war
- Eschweiler über Feld
- Irresheim
- Hochkirchen
- Eggersheim
- Lüxheim
- Poll
- Dorweiler
- Pingsheim
- Nörvenich
- Girbelsrath
- Erp
- Weiler in der Ebene

Nach einer Berechnung von 1986 hätten damals 9.699 Menschen umgesiedelt werden müssen.
In Nörvenich wurde von der Partei Bündnis 90/Die Grünen die Bürgerinitiative „Bürger gegen Isweiler Feld“ gegründet. Ziel der Initiative war die Streichung des geplanten Tagebaus aus dem Landesentwicklungsplan des Landes Nordrhein-Westfalen, die Verhinderung der Aufnahme in den Gebietsentwicklungsplan und die Verhinderung eines weiteren Tagebaus im Großraum Düren. Wahrscheinlich wegen des starken Bürgerprotestes verschwand die Planung von Rheinbraun, heute RWE, in den Schubladen. Am 15. Mai 1987 wurde dem damaligen Kölner Regierungspräsidenten Franz-Josef Antwerpes eine entsprechende Resolution übergeben.
Mitte der 2000er Jahre kam der geplante Tagebau wieder in die Presse. Grund war die geplante Verkleinerung des Tagebaus Garzweiler im benachbarten Rhein-Kreis Neuss.